# Dinamarca en los Juegos Olímpicos de París 1924
Dinamarca estuvo representada en los Juegos Olímpicos de París 1924 por un total de 89 deportistas que compitieron en 13 deportes.  
El portador de la bandera en la ceremonia de apertura fue el esgrimista Peter Ryefelt.

## Medallistas
El equipo olímpico danés obtuvo las siguientes medallas:
| Nombre                                   | Deporte           | Competición            |
| ---------------------------------------- | ----------------- | ---------------------- |
| Oro                                      |                   |                        |
| Hans Jacob Nielsen                       | Boxeo             | Ligero (61,2 kg) M     |
| Ellen Osiier                             | Esgrima           | Florete ind. F         |
| Plata                                    |                   |                        |
| Thyge Petersen                           | Boxeo             | Semipesado (79,4 kg) M |
| Søren Petersen                           | Boxeo             | Pesado (+79,4 kg) M    |
| Edmund Hansen Willy Hansen               | Ciclismo en pista | Tándem M               |
| Frode Kirkebjerg (Meteor)                | Hípica            | Concurso completo ind. |
| Knud Degn Christian Nielsen Vilhelm Vett | Vela              | 6 metre M              |
| Bronce                                   |                   |                        |
| Grete Heckscher                          | Esgrima           | Florete ind. F         |
| Niels Larsen                             | Tiro              | Rifle libre 600 m M    |